# Ron McKernan
Ron "Pigpen" McKernan, född 8 september 1945 i San Bruno, Kalifornien, död 8 mars 1973 i Corte Madera, Kalifornien, var en amerikansk musiker som var en av ursprungsmedlemmarna i den psykedeliska rockgruppen Grateful Dead. 
McKernan spelade med gruppen från 1965, då de kallade sig The Warlocks, och medverkade på alla gruppens album fram till 1972. Hans instrument var från början keyboard och hammondorgel, men han kom att successivt ersättas av Tom Constanten på de instrumenten och istället spela munspel och slaginstrument. När Constanten slutade i gruppen 1970 återtog McKernan keyboard-platsen. 1970 blev han diagnostiserad med primär biliär cirros, och rekommenderades att inte fortsätta uppträda som musiker. Han uppträdde dock med Grateful Dead fram till 1972. I mars 1973 påträffades McKernan död i sitt hem till följd av en inre blödning i magen.